# Stade Roland Garros
O Stade Roland Garros (que ao pé da letra seria traduzido como "Estádio Roland Garros"), é na verdade desde sua criação, um complexo de quadras de tênis e outras facilidades, localizado em Paris, na França.
O Stade Roland Garros, foi inaugurado em maio de 1928 com apenas 4 quadras. Está localizado no oeste de Paris, próximo à estação Porte d'Auteuil do metrô de Paris, à beira do parque Bois de Boulogne.
Recebe todo ano o Torneio de Roland-Garros, um dos quatro Grand Slam de tênis. O nome do complexo foi escolhido em homenagem ao pioneiro da aviação Roland Garros, que morreu em um combate aéreo da Primeira Guerra Mundial em 1918.
No total, o complexo atual (2023) possui 18 quadras, sendo três delas em arenas: a "Simonne-Mathieu", a "Suzanne-Lenglen" e a principal "Philippe-Chatrier" com capacidade para 15.500 espectadores.

## Histórico

### Criação
O Stade Roland Garros original, foi construído em madeira durante o inverno de 1927-1928 para sediar a final da Copa Davis em 1928, trazido de volta à França pelos "Quatro Mosqueteiros" porque as instalações preexistentes eram muito pequenas. Estendia-se por 3,25 hectares e possuía 5 quadras, a maior das quais com capacidade para 10.000 espectadores.
O complexo foi construído em um terreno pertencente ao Stade Français.
Este complexo passou a ser utilizado desde a mesma data para o "Internationaux de France" (criado em 1891) que, a partir de então, inclui o nome do complexo: "Internationaux de France de Roland-Garros".
Foi  Émile Lesieur, jogador da Seleção Francesa de Rugby Union, criador da primeiríssima prova do Torneio das Cinco Nações, e ex-companheiro de Roland Garros no HEC na turma de 1908, que impôs o nome do seu amigo aviador e grande desportista, falecido para a França em combate aéreo em 5 de outubro de 1918, para homenagear sua memória.

### Segunda Guerra Mundial
Durante a Segunda Guerra Mundial, o complexo foi requisitado pelas autoridades e se tornou um "campo de passagem" para estrangeiros considerados indesejáveis (os presos ficavam estacionados embaixo da quadra Central; Arthur Koestler foi uma das 600 pessoas que por ali passaram).
A partir de 1941, o "Internationaux de France" se tornou o "Tournoi de France" e aconteceu no Stade Roland Garros. Apenas os franceses e alguns que falavam francês jogaram esses torneios. Bernard Destremau venceu o "Torneio da França" em 1941 e 1942 antes de ir lutar na frente de batalha no Exército Francês de Libertação [fr]. Voltando da guerra, Yvon Petra o sucedeu nos anos seguintes. Entre as mulheres, Raymonde Veber Jones [en] venceu o torneio de 1944. Esquecidos, esses torneios não constam da história oficial da competição (que para de contar em 1939 e a retoma em 1946).

### Evolução
Conforme mapas exibidos no artigo:
Durante a década de 1970 com a entrada do "Tournoi de France" na "Era Aberta" o fluxo de público aumentou consideravelmente. Com isso, a partir de 1974 várias reformas e melhorias foram feitas, sob a liderança do arquiteto Claude Girardet. O número de quadras no complexo foi aumentando, chagando à ter 10 quadras em 1980.
De 1980 a 1986, o complexo foi expandido, a quadra N° 1 foi construída e inaugurada em 1980, acomodando 4.500 espectadores.Em 1984 mais seis quadras são construídas, e em 1986, o complexo era constituído por 19 quadras.
Entre 1987 e 1991, a tribuna B da quadra central foi reconstruída, foi criado um centro de imprensa de três andares, 28 cabines de TV foram criadas no topo da arquibancada C. A "Place des Mousquetaires" foi inaugurada em 1989, com a instalação de estátuas de bronze de René Lacoste, Jean Borotra, criadas pelo escultor italiano Vito Tongiani. Em 1990, a estátua de Henri Cochet foi adicionada e em 1991, a adição da estátua de Jacques Brugnon permitiu que o grupo estivesse completo.
Em 1990, Jacques Chirac, então prefeito de Paris, deu seu aval e apoio para a construção de uma nova arena, então chamada de "Quadra A" para 10.000 lugares com instalações para imprensa e TV, estacionamento, e outras facilidades. E em 1994, chegou a possuir 23 quadras. Em 20 de maio desse ano, a estátua de Suzanne Lenglen, coloca a memória da campeã francesa disponível para a posteridade. A "Quadra A" foi então renomeada para "Suzanne-Lenglen" em 1996.
A partir de 1999 a quadra Central passou por uma reformulação. As arquibancadas foram redesenhadas e aumentaram a altura da quadra em seis metros. Os bancos destinados ao público em geral passaram a ser rebatíveis, novos camarotes e espaços dedicados às relações públicas foram construídos. A nova arquibancada A, foi inaugurada na edição de 2000 do torneio, juntamente com outras melhorias. Em 2001, a Quadra Central de Roland-Garros passou a se chamar quadra "Philippe-Chatrier", homenageando o presidente da Federação Francesa de Tênis.
As reformas, melhorias e ampliações continuaram nos anos 2000. Em 2007-2008, a arquibancada C, denominada "Lacoste", foi a última a ser reformada e foi a mais importante em termos de demolição/reconstrução, incluindo vários gabinetes e salas de reuniões para a FFT, espaços de relações públicas e novas cabines de TV no topo. O destaque dos anos 2000, dentro das grandes obras de modernização de Roland-Garros, foi concretizado na decisão, em 2011, de ratificar o caráter de patrimônio histórico do complexo. Os projetos estudados não carecem de aprovação, mas as escolhas deverão respeitar a finalidade do local.
No início da década de 2010, o Aberto da França demandava mais espaço no complexo Roland-Garros que é bem menor do que os locais de outros torneios de Grand Slam. A Federação Francesa de Tênis considerou várias alternativas de extensão do complexo, bem como a transferência do torneio para outro local em Île-de-France. A Federação Francesa de Tênis optou, em 13 de fevereiro de 2011, pela manutenção do local do complexo Roland-Garros e pela sua modernização, preservando a dimensão histórica do complexo.

### Forte oposição
Esses projetos provocaram a ira de moradores locais, associações de defesa do patrimônio e Verdes eleitos em Paris, que lembram que o decreto de registro menciona todo o terreno do jardim, o que proíbe qualquer nova construção, em particular a do famoso complexo. Uma petição para salvar o jardim como era, lançada assim que o projeto foi publicado, recebeu mais de 60.000 assinaturas e o apoio de celebridades como Françoise Hardy.
O projeto causou sérias divisões nas fileiras da maioria do Conselho de Paris: o líder do grupo ambientalista, Yves Contassot, dissociou-se assim claramente do prefeito nesta questão. Essa divisão também afeta a oposição municipal, já que dois eleitos do UMP (David Alphand e Laurence Dreyfuss) se opõem ao projeto contra a orientação de seu partido. Apesar disso, a comissão de locais departamentais autorizou a Federação Francesa de Tênis e a Cidade de Paris a continuar o estudo de seu projeto de extensão nos jardins de Auteuil em 24 de novembro de 2010. Este parecer foi dado graças ao apoio inesperado dos delegados estaduais à comissão de locais Este parecer, estritamente preliminar, limita-se a autorizar a FFT a apresentar um projeto, que carece ainda de aprovação e licença de construção.
Para poder emitir esta licença de construção, a cidade de Paris iniciou um processo de revisão do plano urbanístico local. No final de junho de 2012, ao emitir seu relatório, o delegado-investigador expressou sérias reservas ao plano conjunto do município e da federação e impôs cinco modificações significativas:
1. redução do escopo do projeto, reduzido para 12 hectares contra 14,6 reclamados;
2. a proibição de privatizar o jardim durante o torneio;
3. a proibição de fechar a Avenue Gordon-Bennett por mais de seis semanas por ano;
4. a recusa em permitir que as alturas regulamentares sejam excedidas para a arena Suzanne Lenglen e para o centro nacional de treinamento;
5. a criação de um comitê de acompanhamento formado por associações de moradores.

Nesta ocasião, os Verdes eleitos da capital e das associações sublinharam a suposta má-fé da autarquia que nunca teria acedido a ouvi-los ou a ponderar o seu projeto alternativo.

### Argumentos do município
Diante desse forte desafio, o município apresentou uma série de contra-argumentos. O trabalho não diz respeito às estufas de Formigé, mas às estufas quentes construídas na década de 1980 e às construções de mó no jardim. Estas estufas, descritas como desprovidas de interesse monumental, deverão ser substituídas por uma faixa de estufas que circundaria a futura arena. Destaca-se a qualidade do arquiteto Marc Mimram, autor notado da passarela Solférino, e as novas técnicas de construção de estufas implementadas durante a restauração do "Jardin des Plantes". Este novo arranjo de plantas é apresentado como um progresso real.
No entanto, o projeto prevê apenas 1.700 m² de novas estufas contra os 2.700 que devem ser destruídos. A Câmara Municipal menciona ainda que os edifícios de mó não são utilizados no verão: o laranjal é, por definição, utilizado apenas no inverno, enquanto os restantes edifícios estão desocupados desde a mudança do departamento de parques e jardins ordenada por esta mesma autarquia em 2008. Uma intensa campanha de lobby por parte do município atendeu esse contra-argumento com sucesso temporário.

### Preocupação com o futuro das coleções botânicas
No final de maio de 2012, as associações de proteção do meio ambiente e de defesa do patrimônio — France Nature Environnement (FNE), SPPEF e a associação Vieilles Maisons Françaises (VMF) — apoiadas em particular pelo ICOMOS paisagens, a mais alta organização da autoridade para a proteção do patrimônio e da paisagem, anexado à UNESCO, propôs uma alternativa ao projeto de extensão que consistia em poupar as estufas e a atual quadra número um ganhando terreno ao cobrir um trecho de Rodovia da Normandia. Este projeto não despertou a atenção das autoridades e manteve-se a preocupação quanto às perturbações que viriam sobre este sítio classificado, cujas veneráveis plantações do parque e as raras coleções botânicas, por vezes centenárias e pacientemente adaptadas nestas estufas, constituem um frágil património no caso de um movimento forçado.
O ICOMOS considera, em particular, que o projeto da FFT prevê estufas que não possuem as características técnicas necessárias para acomodar plantas frágeis — 10.000 plantas tropicais e subtropicais, 38 das quais têm o rótulo da União Internacional para a Conservação da Natureza (IUCN). -, "que reduz-se a um cache-miséria decorativo" e levaria ainda ao desaparecimento de cerca de vinte árvores, entre as quais várias árvores notáveis como o Pistachio terebinthe, um Hackberry da espécie Celtis koraiensis e um Ailante da espécie Ailanthus giraldii.

### Batalha judicial antes das obras de ampliação e reforma
Em 28 de fevereiro de 2013, o tribunal administrativo de Paris cancelou a deliberação do Conselho de Paris que previa a prorrogação do complexo para 2016. A decisão foi baseada no fato de que, por um lado, o "solo" do sítio hortícola da Cidade consta do inventário adicional de monumentos históricos e que, por outro lado, a deliberação é considerada "ilegal", sendo o valor da taxa da FFT à Cidade "manifestamente insuficiente quanto às vantagens de qualquer natureza concedida pela prefeitura.
A cidade de Paris e a FFT apelaram imediatamente. Seu pedido foi rejeitado por um julgamento do Tribunal Administrativo de Apelação de Paris datado de 17 de outubro de 2013. Em 23 de abril de 2013, os eleitos parisienses votaram a favor de um novo acordo a ser assinado com a FFT, desta vez incluindo informações sobre a inclusão do sítio no inventário suplementar de monumentos históricos, aumento da taxa e redução da duração deste acordo de 99 para 50 anos.
Em 20 de fevereiro de 2014, o tribunal administrativo de Paris rejeitou três recursos interpostos por associações de proteção ao patrimônio e ao meio ambiente, que afirmaram estar determinados a continuar sua luta.
Em 9 de junho de 2015, após arbitragem do primeiro-ministro Manuel Valls, Anne Hidalgo anunciou que as licenças de construção para a expansão haviam sido assinadas pela cidade de Paris, prevendo o desenvolvimento de um hectare no jardim da estufa Auteuil fora do período do torneio (construção de uma arena de ténis de 5.000 lugares rodeada de estufas e transformação dos edifícios de mó classificados em espaços dedicados ao público, lojas FFT e escritórios). Durante 9 semanas, o FFT estenderá sua influência sobre 2 hectares do jardim, transformando o jardim contemporâneo das estufas Auteuil em uma área pública de passeio e áreas para montagem e desmontagem do torneio.
As licenças de construção são objecto de 7 recursos contenciosos interpostos por associações de protecção do ambiente e do património, incluindo 3 interpostos pela FNE Ile-de-France, SPPEF, VMF, autores do projecto alternativo da A13. As autorizações ministeriais também são contestadas nos tribunais administrativos.
Apreendidos em processo sumário pelos herdeiros do arquiteto das estufas, Jean-Camille Formigé, em nome dos "direitos autorais", o TGI de Paris ordenou no final de dezembro de 2015 a suspensão da obra por três meses. Em 9 de março de 2016, o relator público do tribunal administrativo pronunciou-se a favor da "prorrogação da paralisação, pronunciada em dezembro após ação da família de Jean-Camille Formigé"; o assunto é levado em consideração.
Os últimos recursos foram indeferidos em 2016, a quadra Simonne-Mathieu com capacidade para 5.000 lugares, a terceira maior quadra da arena esportiva, depois da quadra Philippe-Chatrier e da quadra Suzanne-Lenglen pode, assim, ser construída no local de parte do jardim das estufas Auteuil e entrará em operação por ocasião da edição de 2019. Além disso, a quadra central foi destruída e reconstruída em duas fases: a nova quadra principal do complexo de Roland Garros entra em operação em 2019 e o teto retrátil que o cobre deve esteja pronto para 2020.
Para o Aberto da França de 2020, a quadra circular Nº 1 seria destruída, substituída por "Le Jardin des Mousquetaires", cuja entrega final estava prevista para 2021. Finalmente, quatro quadras (as quatro principais: Chatrier, Suzanne-Lenglen, Simone-Matthieu e quadra nº 14) foram equipados com iluminação para que os jogos possam continuar ao anoitecer, com o objetivo de longo prazo de organizar sessões noturnas, como ocorre por exemplo no US Open.

## Quadras
| Quadra                        | Capacidade          | Ano de construção | Zona                        |
| ----------------------------- | ------------------- | ----------------- | --------------------------- |
| Quadra Philippe-Chatrier [fr] | 15 225[34]          | 1928 / 2020       |                             |
| Quadra Suzanne-Lenglen [fr]   | 10 068[35]          | 1994              |                             |
| Quadra Simonne-Mathieu [fr]   | 5 000[36]           | 2019              | Jardin des serres d'Auteuil |
| Quadra n°18                   | 2 200[37][38]       | 2018              |                             |
| Quadras n°6 e 8               | 350 e 1 146[4]      | 2018              | Le Village                  |
| Quadras n°7 e 9               | 1 500 e 550[38][39] | 1986              | Le Village                  |
| Quadras n° 2 e 3              |                     | 2020              | Place des Mousquetaires     |
| Quadras n°4 e 5               |                     | 1999              | Place des Mousquetaires     |
| Quadras n°10, 11, 12 e 13     |                     | 2019              | Fonds des Princes           |
| Quadras n°15 e 16             | Treinamento         | 2019              | Fonds des Princes           |
Nota:

Mapa do Stade Roland Garros para o Aberto da França de 2019.

A Quadra N° 1 de Roland-Garros [fr], construída em 1980 com capacidade para 4 200 espectadores, depois reduzida para 3800, foi demolida em 2019, após o torneio daquele ano.